# Ellen Laan
Ellen Theresia Maria (Ellen) Laan (De Weere, 3 april 1962 – Diemen, 22 januari 2022) was een Nederlands seksuoloog en psycholoog in het Academisch Medisch Centrum in Amsterdam. Ze was wereldwijd bekend door haar baanbrekende onderzoek naar de seksualiteitsbeleving van vrouwen en dan specifiek vanuit de belevingswereld van de vrouw. Laan was feminist.

## Leven en werk
Ellen Laan werd geboren in De Weere, destijds gemeente Abbekerk. Haar ouders hadden een kappers- en tabakszaak. Ze werd katholiek opgevoed. Laan studeerde eerst twee jaar Nederlands, maar stapte daarna over op psychologie met seksuologie als afstudeervak aan de Faculteit Psychologie van de Universiteit van Amsterdam. Ze studeerde in 1988 cum laude af. Ze promoveerde, ook cum laude, in 1994 aan dezelfde universiteit bij Walter Everaerd, op een onderzoek naar seksualiteitsbeleving bij vrouwen.
In 2002 startte ze als universitair hoofddocent (UHD), na het verkrijgen van een Aspasia-beurs van de Nederlandse Organisatie voor Wetenschappelijk Onderzoek (NWO). Haar onderzoeksvoorstel betrof gender en seksuele opwinding. In 2011 werd ze president van de International Academy of Sex Research (IASR).
In 2012 ontving ze een eredoctoraat van de Katholieke Universiteit Leuven.
Laan was vanaf 2016 hoogleraar aan de Afdeling Seksuologie en psychosomatische gynaecologie van het Academisch Medisch Centrum, Universiteit van Amsterdam. Het thema van haar oratie was de noodzaak van seksueel plezier. Ook was ze Research Fellow van het Kinsey Institute for Research in Sex, Gender, and Reproduction, Universiteit van Indiana in Bloomington. In 2021 werd ze ridder in de Orde van de Nederlandse Leeuw voor haar uitzonderlijke bijdragen op het gebied van de seksuologie. Ze had op dat moment al borstkanker, waar zij in januari 2022 aan overleed.
Ze was erelid van de Nederlandse Wetenschappelijke Vereniging voor Seksuologie (NVVS).

## Onderzoek
Laan behandelde mensen als seksuoloog (ingeschreven bij de NVVS, de Nederlandse Wetenschappelijke Vereniging voor Seksuologie) en GZ-psycholoog, gaf colleges en deed onderzoek. Ze toonde aan dat er verschillen zijn tussen de lichamelijke respons op seksuele prikkels en de subjectieve beleving ervan, 'zin'. Mensen bleken vaak geen gevoel van seksuele opwinding te ervaren als hun lijf automatisch reageerde op seksuele prikkels. Ook kan een lichamelijke reactie optreden zonder dat er sprake is van seksuele opwinding, bijvoorbeeld als ze zich in een bedreigende situatie bevinden.
Een ander onderwerp van studie was de orgasmekloof (Engels: orgasm gap), wat betekent dat bij heteroseksuele seks mannen bijna altijd een orgasme hebben en vrouwen heel vaak niet. Bij coïtus komt namelijk slechts een kwart van de vrouwen klaar, tegenover ruim 90 procent van de mannen. De oorzaak van de orgasmekloof is dat een heteroseksuele vrijpartij meestal vooral bestaat uit de coïtus en de vrijpartij gestaakt wordt zodra de man is klaargekomen. Laan benadrukte dat coïtus pas lekker voor een vrouw kan zijn als de clitoris, een groot inwendig zwelorgaan, opgezwollen is. Om fijne seks te hebben moeten dus zowel vrouwen als mannen een erectie hebben. Als vrouwen minder zin in seks blijken te hebben dan mannen komt dit dus vooral doordat de seks voor hen minder fijn is.
Ze vond het belangrijk dat zowel vrouwen als mannen de anatomie en de werking van het vrouwelijk lichaam kenden. Veel mensen weten niet dat de clitoris uit vier lange inwendige zwellichamen bestaat en niet enkel de kleine kop van de clitoris. Pas sinds 2021 is de anatomie van de clitoris opgenomen in het schoolboek Biologie voor jou. Maaike Meijer merkt in haar In Memoriam voor Ellen Laan in de rubriek "Het einde" in De Groene Amsterdammer van 3 februari 2022 op dat bijvoorbeeld de grootste schoolboekenuitgever Noordhoff dit nog steeds niet doet ("weigert te doen"). Dit illustreert haars inziens de weerstand tegen vrouwelijk genot en kennis van seksualiteit.
Laan leverde bijdragen aan richtlijnen en protocollen zoals de Zorgstandaard seksuele mogelijkheden, Genderdysforie en Parafiele stoornissen. Haar definitie van 'zin' bij vrouwen staat in de DSM 5, het handboek psychiatrie. De nieuwe definitie verwijst niet langer naar drift, want, aldus Laan, zonder zin kun je leven en zonder drift niet.
Laan was lid van verschillende professionele verenigingen en redactielid van een aantal professionele tijdschriften over seksuologie. Ze was lid van het Standards Committee of the International Society for Sexual Medicine. In maart 2018 richtte zij de Stichting Seksueel Welzijn op om seksuele gelijkheid tussen mannen en vrouwen de norm maken.

## Tv- en radioprogramma's
Laan verscheen onder andere in de volgende programma's:
- Noorderlicht (VPRO), wetenschapsprogramma, tv, 1992
- Documentaireserie Seks en Wetenschap (VARA/NOS), tv, 1993
- The Anatomy of Desire (Optomen) (Channel 4), tv, 1998
- Horizon; Sexual Chemistry (BBC), tv, 2002[17]
- The Truth about Lesbian Sex (Channel 4) tv, 2002
- Klitoris, die schöne Unbekannte (Arte), tv, 2004[18]
- Du baiser au bébé (Arte), tv, 2005[19]
- KRO Reporter; De prijs van de lust (KRO), tv, 2007
- Tros Nieuwsradio (TROS), radio, 2013
- Klara; En dat heet dan gelukkig zijn (VRT), tv, 2013
- Sletvrees? (VPRO), tv, 2013[20]
- Zembla (VARA), tv, 2014[21]
- De Kennis van Nu (Radio 5), radio, 2015[22]
- Tros Nieuwsradio (TROS), radio, 2015[23]
- College Tour (NTR), tv, 2017[24]